# انتخابات مجلس خبرگان رهبری (۱۴۰۲)
انتخابات ششمین دوره مجلس خبرگان رهبری، روز جمعه ۱۱ اسفند ۱۴۰۲ همزمان با مرحلهٔ نخست انتخابات دوازدهمین دوره مجلس شورای اسلامی برای انتخاب ۸۸ عضو مجلس خبرگان رهبری برای یک دورهٔ هشت ساله برگزار شد.

## زمانبندی ثبت نام و روند اجرا
ستاد انتخابات کشور، زمان نام‌نویسی داوطلبان مجلس خبرگان رهبری را از یکشنبه ۱۴ آبان ۱۴۰۲ به مدت یک هفته اعلام کرد.
طبق اعلام رسمی، ۴ بهمن اعلام نتیجه واجدین شرایط بوده و تا ۸ بهمن مهلت اعتراض به موارد ردصلاحیتها بوده‌است که ۲۰ بهمن نتایج آن نیز اعلام می‌شود. در ۲۱ بهمن نامزدها می‌توانند حوزه‌های انتخابیه خود را تغییر دهند. از ۲۵ بهمن تا ۹ اسفند زمان تبلیغات انتخاباتی است و جمعه ۱۱ اسفند ۱۴۰۲ روز برگزاری انتخابات خواهد بود. سخنگوی ستاد انتخابات کشور تعداد واجدین شرایط رای دهی را ۶۱ میلیون و ۱۷۲ هزار و ۲۹۸ نفر اعلام کرد.

### ثبت‌نام‌کنندگان مشهور
تا آخرین مهلت تعداد ۵۱۰ متقاضی ثبت نام کرده‌اند. ۵۲ درصد (با سابقه داوطلبی) ۴۸ درصد (برای اولین‌بار) و ۶۵ نفر (از اعضای کنونی مجلس خبرگان) در این انتخابات ثبت نام کردند. از این تعداد کل، ۱۳ نفر از اهل سنّت و ۲ نفر خانم (شیعه) هستند.
اسامی برخی ثبت نام کنندگان مشهور به ترتیب الفبای نام خانوادگی:
- سید محمدعلی آل‌هاشم (تبریز)[۴]
- صادق آملی لاریجانی (مازندران)، رئیس مجمع تشخیص مصلحت نظام[۶]
- علیرضا ادیانی[۷] (خوزستان)، رئیس سازمان عقیدتی سیاسی فراجا
- علیرضا اسلامیان (چهارمحال و بختیاری)، نماینده فعلی
- محسن اسماعیلی (تهران)، نماینده فعلی[۴]
- محمد امامی کاشانی[۷] (تهران)، نماینده فعلی
- احمد بهشتی[۷] (فارس)، نماینده فعلی
- احمد پروایی (گیلان)، نماینده فعلی
- مصطفی پورمحمدی (تهران)، دبیرعالی جامعه روحانیت مبارز
- علیرضا تقوایی (تهران)، از اساتید اخلاق[۸]
- سید رضا تقوی[۷] (تهران)، نماینده مجلس
- سید علی حسینی اشکوری[۷] (گیلان)، نماینده فعلی
- سید هاشم حسینی بوشهری (بوشهر)، نماینده فعلی[۹]
- سید احمد حسینی خراسانی[۸] (خراسان رضوی)، نماینده فعلی
- سید محمد حسینی شاهرودی (خوزستان)، نماینده فعلی[۱۰]
- سیدرضا حسینی مازندرانی (تهران)، رئیس حوزه علمیه شهرری[۴]
- محسن حیدری (خوزستان)، نماینده فعلی[۱۰]
- سید احمد خاتمی (کرمان)، نماینده فعلی[۷]
- امیررضا دهقانی‌نیا رئیس مجتمع قضایی شهید بهشتی[۴]
- علی رازینی (تهران)، نماینده سابق مجلس خبرگان[۱۱]
- سید ابراهیم رئیسی (خراسان جنوبی)، رئیس‌جمهور و نماینده فعلی[۴]
- مصطفی رستمی (تهران)، رئیس نهاد نمایندگی رهبری در دانشگاه‌ها[۴]
- رضا رمضانی گیلانی[۷] (گیلان) نماینده فعلی
- حسن روحانی (تهران) نماینده فعلی[۱۲]
- محسن رهامی (تهران)، نماینده ادوار اول و دوم مجلس شورای اسلامی و از فعالان اصلاح طلب[۴]
- علیرضا سلیمی (تهران)، نماینده سابق محلات در مجلس[۸]
- سید علی شفیعی (خوزستان)، نماینده فعلی[۱۰]
- حمید شهریاری[۷] (تهران)، دبیرکل مجمع جهانی تقریب مذاهب اسلامی
- هادی صادقی (تهران) معاون قوه قضائیه و رئیس شوراهای حل اختلاف[۴]
- غلامعلی صفایی بوشهری[۷] (تهران)، امامی جمعه بوشهر
- حسن عالمی[۷] (خراسان رضوی) نماینده فعلی
- سید احمد علم الهدی (خراسان رضوی) نماینده فعلی
- سید محمود علوی[۷] (تهران) نماینده فعلی
- عبدالکریم فرحانی (خوزستان) نماینده فعلی[۱۰]
- محسن قمی[۷] (تهران) نماینده فعلی
- ماموستا عبدالسلام کریمی (تهران) دستیار و مشاور رئیس‌جمهور در امور اقوام و اقلیت‌های دینی و مذهبی[۴]
- عباس کعبی (خوزستان)، نماینده فعلی[۱۰]
- ابراهیم کلانتری (تهران)، تولیت حرم شاهچراغ[۴]
- علی اکبر کلانتری (فارس)، نماینده فعلی[۴]
- سید احمد مرتضوی مقدم (تهران)، مشاور عالی رئیس قوه قضاییه[۴]
- غلامرضا مصباحی مقدم (تهران)، نماینده فعلی[۱۳]
- حیدر مصلحی[۷] (تهران)، وزیر اسبق اطلاعات
- محمدعلی موحدی کرمانی[۷] (تهران)، نماینده فعلی
- سید محمدعلی موسوی جزایری (تهران)، نماینده فعلی[۱۰]
- غلامعلی نعیم آبادی (تهران)، نماینده سابق
- حسن نوروزی[۸] (تهران)، نماینده مجلس

### افراد مشهوری که ثبت‌نام نکردند
- محمد ابوالقاسمی نماینده مجلس خبرگان استان زنجان
- محمدحسین احمدی شاهرودی نماینده مجلس خبرگان استان خوزستان[۱۰]
- احمد جنتی نماینده سابق تهران، ریاست فعلی خبرگان و دبیر شورای نگهبان[۴]
- سید حسن خمینی تولیت آرامگاه سید روح‌الله خمینی
- سید علی اصغر دستغیب نماینده مجلس خبرگان استان فارس
- سید محمد شاهچراغی نماینده مجلس خبرگان استان سمنان
- سید روح‌الله صدرالساداتی نماینده مجلس خبرگان استان هرمزگان
- کاظم صدیقی امامی جمعه موقت تهران
- محمدهادی عبدخدایی نماینده مجلس خبرگان استان خراسان رضوی
- علی فلاحیان وزیر اسبق اطلاعات[۱۴]
- زین العابدین قربانی نماینده مجلس خبرگان استان گیلان
- غلامحسین محسنی اژه‌ای رئیس قوه قضائیه
- احمد محسنی گرکانی نماینده مجلس خبرگان استان مرکزی
- احمد مروی تولیت آستان قدس رضوی
- سید عبدالنبی موسوی فرد نماینده ولی فقیه در استان خوزستان[۱۰]
- عبدالنبی نمازی نماینده مجلس خبرگان استان اصفهان
- سید کاظم نورمفیدی نماینده ولی فقیه در استان گلستان
- هاشم هاشم‌زاده هریسی نماینده مجلس خبرگان استان آذربایجان شرقی[۱۵]

### ردصلاحیت شدگان سرشناس
- احمد پروایی (گیلان)، نماینده فعلی
- سید محمد حسینی شاهرودی (خوزستان)، نماینده فعلی
- حسن روحانی (تهران)، رئیس جمهور سابق و نماینده فعلی[۱۶]
- محسن رهامی (تهران)، نماینده ادوار اول و دوم مجلس شورای اسلامی و از فعالان اصلاح طلب
- سید محمود علوی (تهران)، وزیر سابق اطلاعات
- عبدالکریم فرحانی (خوزستان)، نماینده فعلی
- ماموستا عبدالسلام کریمی (تهران)، دستیار و مشاور رئیس‌جمهور در امور اقوام و اقلیت‌های دینی و مذهبی
- ابراهیم کلانتری (تهران)، تولیت حرم شاهچراغ
- سید احمد مرتضوی مقدم (تهران)، مشاور عالی رئیس قوه قضاییه
- حیدر مصلحی (تهران)، وزیر اسبق اطلاعات

### انصراف دهندگان
- محمد امامی کاشانی (تهران)، نماینده فعلی

### آزمون
آزمون علمی داوطلبان ششمین دوره مجلس خبرگان رهبری از برگزاری آزمون ششمین دوره مجلس خبرگان رهبری در تاریخ ۳۰ آبان ماه ۱۴۰۲ در شهر قم برگزار شد. داوطلبانی که سابقه نمایندگی مجلس خبرگان رهبری را داشته یا در آزمونهای دوره‌های پیشین این مجلس، حائز نمره قبولی شده‌اند، نیاز به آزمون ندارند. داوطلبان هنگام نام‌نویسی، باید مدرک سطح چهار حوزه را ارائه دهند. نتایج آزمون ۴ بهمن اعلام می‌شود.
از کل ۵۱۰ نفر ثبت نام کننده خبرگان؛ ۳۲۸ نفر نیاز به آزمون کتبی - شفاهی و ۶۴ نفر (قبول شدگان آزمون کتبی داوطلب ادوار گذشته) نیاز به آزمون شفاهی داشته؛ مابقی ۶۸ نفر (نمایندگان فعلی) ۵۰ نفر (قبول شدگان آزمون‌های ادوار گذشته یا نمایندگان ادوار) نیاز به شرکت در این آزمون را نداشتند.

## پراکنش کرسی‌ها
پراکنش ۸۸ کرسی مجلس خبرگان رهبری در استان‌های ایران:
| استان               | کرسی |
| ------------------- | ---- |
| تهران               | ۱۶   |
| خراسان رضوی         | ۶    |
| خوزستان             | ۶    |
| اصفهان              | ۵    |
| فارس                | ۵    |
| آذربایجان شرقی      | ۵    |
| گیلان               | ۴    |
| مازندران            | ۴    |
| آذربایجان غربی      | ۳    |
| کرمان               | ۳    |
| اردبیل              | ۲    |
| البرز               | ۲    |
| سیستان و بلوچستان   | ۲    |
| قزوین               | ۲    |
| کردستان             | ۲    |
| کرمانشاه            | ۲    |
| گلستان              | ۲    |
| لرستان              | ۲    |
| مرکزی               | ۲    |
| همدان               | ۲    |
| ایلام               | ۱    |
| بوشهر               | ۱    |
| چهارمحال و بختیاری  | ۱    |
| خراسان جنوبی        | ۱    |
| خراسان شمالی        | ۱    |
| زنجان               | ۱    |
| سمنان               | ۱    |
| قم                  | ۱    |
| کهگیلویه و بویراحمد | ۱    |
| هرمزگان             | ۱    |
| یزد                 | ۱    |